# نقابة الطب المخبري (فلسطين)
نقابة الطب المخبري الفلسطينية هي نقابة مهنية غير ربحية، تأسست عام 1996 عقب تأسيس السلطة الوطنية الفلسطينية.

## مهام النقابة
- تنظيم ممارسة مهنة الطب المخبري في داخل دولة فلسطين.
- منح شهادات مزاولة المهنة لجميع أعضاء النقابة المسجلين رسمياً.
- الشراكة مع وزارة الصحة الفلسطينية في منح التراخيص للمختبرات الطبية.
- مراقبة أداء المختبرات الطبية الحكومية والخاصة والأهلية.
- التنسيق مع المؤسسات والوزارت والجامعات في دولة فلسطين ذات الصلة المباشرة بمهنة الطب المخبري.[5]

## فروع النقابة
تنتشر فروع نقابة الطب المخبري في مختلف المدن الفلسطينية.

## وصلات خارجية
- الموقع الرسمي لنقابة الطب المخبري الفلسطينية